# Music for Men
Music for Men è il quarto album del gruppo musicale statunitense Gossip. È stato pubblicato il 19 giugno 2009 nei Paesi Bassi, il 22 giugno nel Regno Unito ed il 23 giugno negli Stati Uniti, in versione digitale.

## Tracce
1. Dimestore Diamond – 3:16
2. Heavy Cross – 4:06
3. 8th Wonder – 3:17
4. Love Long Distance – 4:26
5. Pop Goes the World – 3:27
6. Vertical Rhythm – 3:50
7. Men in Love – 3:41
8. For Keeps – 4:08
9. 2012 – 3:51
10. Love and Let Love – 3:32
11. Four Letter Word – 3:49
12. Spare Me from the Mold – 2:28

Deluxe Edition
1. "Pop Goes the World (James Ford version)"
2. Heavy Cross (Fred Falke remix)

## Classifiche
| Classifica (2009) | Posizione più alta |
| ----------------- | ------------------ |
| Australia         | 13                 |
| Austria           | 7                  |
| Belgio            | 5                  |
| Finlandia         | 32                 |
| Francia           | 11                 |
| Italia            | 29                 |
| Paesi Bassi       | 35                 |
| Regno Unito       | 18                 |
| Svizzera          | 12                 |